# Alfredo Ruiz de Luna González
Alfredo Ruiz de Luna González (Talavera de la Reina, 15 de abril de 1949-Madrid, 8 de mayo de 2013) fue un ceramista español. Nieto de Juan Ruiz de Luna, e hijo de Antonio Ruiz de Luna, tercera generación de una de las más importantes sagas familiares de ceramistas españoles. Entre una extensa obra artesanal es autor, desde 1992, de las placas de cerámica que ilustran y adornan las calles y plazas del Centro de Madrid.

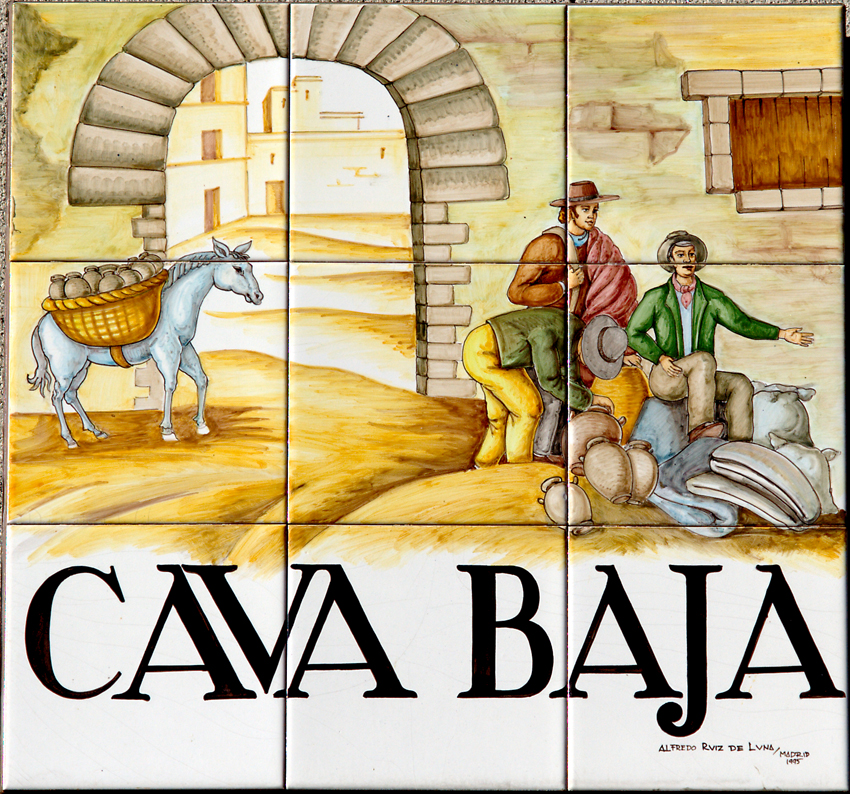
Calle de la Cava Baja (Madrid). Callejero de azulejos del ceramista Ruiz de Luna.

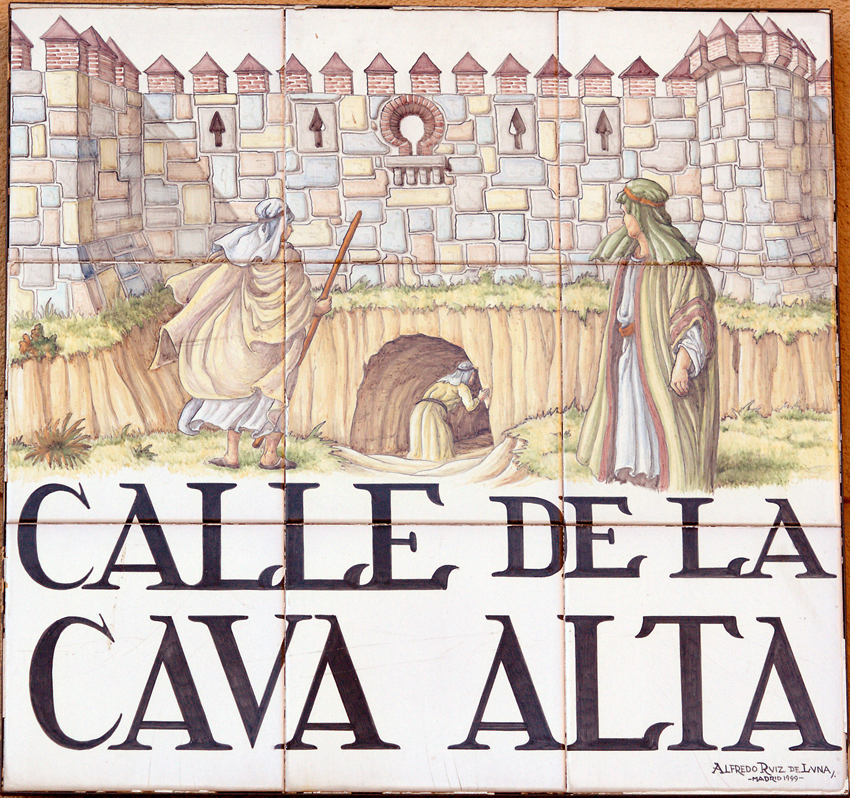
Calle de la Cava Alta (Madrid), según el mismo callejero de azulejos.

## Biografía
Alfredo, nieto de Juan Ruiz de Luna, fundador en 1908 de la fábrica de cerámica artística "Nuestra Señora del Prado", en Talavera de la Reina, fue a nacer en dicho alfar. Se inició en el oficio con sus tíos Juan y Rafael, hermanos de su padre, Antonio Ruiz de Luna Arroyo. Con el cierre de la fábrica, en el año 1961, se trasladó a Madrid, donde cursó estudios de arquitectura técnica que terminó en 1971. Ya en la década de 1980, montó su propio taller artesano y se dedicó a este noble oficio de lleno.
En 1992 inició sus trabajos para el Ayuntamiento de Madrid, rotulando en cerámica cerca de mil quinientas placas artísticas de las calles, plazas, travesías, costanillas, etc., de su Casco Histórico, cada una compuesta con nueve azulejos de estilo antiguo. Así mismo, decoró con grandes murales de azulejería la Plaza de Toros de las Ventas, representando a empresarios, ganaderos y maestros del toreo. 
En colaboración con una empresa privada, decoró numerosos establecimientos hosteleros de la capital. En 2000 fue nombrado “Artesano Madrileño Tradicional” por la Cámara de Comercio e Industria de la ciudad, y el Museo de la Ciudad de Madrid adquirió varias de sus obras para su exposición permanente. Perteneció a la Asociación de Ceramología de España.